# Nottebäcks socken
Nottebäcks socken en socken med medeltida ursprung och efter 1837 enbart en jordebokssocken i Småland ingick i Uppvidinge härad i Värend och är sedan 1971 en del av Uppvidinge kommun i Kronobergs län och motsvarar från 2016 en del av Nottebäcks distrikt i Kronobergs län. 
1860 var socknens areal 132 kvadratkilometer och där fanns 1 689 invånare. Tätorten Norrhult-Klavreström och kyrkbyn Nottebäck med sockenkyrkan Nottebäcks kyrka ligger i socknen. 

## Administrativ historik
Nottebäck var en egen kyrksocken fram till 1837 när den slogs samman med Granhults församling och bildade Nottebäck med Granhults församling. Vid kommunreformen 1862 bildades Nottebäcks landskommun och Granhults landskommun för de borgerliga frågorna som 1916 sammanslog till Nottebäck med Granhults landskommun. De kyrkliga frågorna fortsatte i Nottebäck med Granhults församling. Nottebäcks socken som en jordebokssocken var en administrativ enhet fram till fastighetsdatareformen åren 1976–1995.
1 januari 2016 inrättades distriktet Nottebäck, med samma omfattning som församlingen hade 1999/2000.
Socknen har tillhört samma fögderier och domsagor som Uppvidinge härad. De indelta soldaterna tillhörde Kalmar regemente, Östra Härads och Uppvidinge kompanier, Smålands grenadjärkår, Östra härads kompani och Smålands husarer, Växjö kompani.

## Geografi
Nottebäck med Granhults socken ligger kring Alsteråns och Mörrumsåns övre lopp.  Området består av tämligen kuperade skogsmarker med talrika mossar.

## Fornminnen
Hällkistor, flera rösen från bronsåldern och några järnåldersgravar en med skeppssättning finns här.

## Namnet
Namnet (1377 Nutabek), taget från kyrkbyn, består av förledet nut, nöt och efterledet bäck.

## Källhänvisningar
1. ↑  ”- Project Runeberg - 	 	Historiskt-geografiskt och statistiskt lexikon öfver Sverige Femte Bandet”. ÅKE C. W:m HAMMARS FÖRLAG. 1864. https://runeberg.org/hgsl/5/0246.html. Läst 11 september 2013.
2. ↑  ”Nottebäcks församling”. Nationell arkivdatabas. Riksantikvarieämbetet. Arkiverad från originalet den 28 oktober 2014. https://web.archive.org/web/20141028153645/http://www.nad.ra.se/archive_index.aspx?id=9396a62b-a0b0-11d3-9e53-009027b0fce9&s=Balder. Läst 5 juni 2010.
3. ↑  Harlén, Hans; Harlén Eivy (2003). Sverige från A till Ö: geografisk-historisk uppslagsbok. Stockholm: Kommentus. Libris 9337075. ISBN 91-7345-139-8
4. ↑  Administrativ historik för Nottebäck socken (Klicka på församlingsposten). Källa: Nationella arkivdatabasen, Riksarkivet.
5. 1 2  Sjögren, Otto (1931). Sverige geografisk beskrivning del 2 Östergötlands, Jönköpings, Kronobergs, Kalmar och Gotlands län. Stockholm: Wahlström & Widstrand. Libris 9939
6. 1 2 3  Nationalencyklopedin
7. 1 2  Svensk Uppslagsbok andra upplagan 1947–1955: Nottebäck socken
8. ↑  Fornlämningar, Statens historiska museum: Nottebäcks socken
9. ↑  Fornminnesregistret, Riksantikvarieämbetet: Nottebäcks socken Fornminnen i socknen erhålls på kartan genom att skriva in sockennamn (utan "socken") i "Ange geografiskt område"

-